# 貴村真夕子
貴村 真夕子（たかむら まゆこ、1968年1月11日 - ）は、日本の元レースクイーンであり、タレントである。

## 来歴・人物
1968年（昭和43年）、東京都生まれ。特技は英会話、ゴルフ、乗馬、パソコンであり、水泳には講師の経験もある。また、着付けの免状や自動二輪の運転免許も取得している。
高校生のときに近所に住んでいた女性モデルから薦められ業界入りした。ミノルタトヨタ、セキスイツーユーホーム等も含めて1995年（平成7年）にレースクイーンとなり、翌年までスーパーN1耐久レース 『日産ALTIA』、続いてフォーミュラ・ニッポン 『フナイ スーパーアグリ/キリン・ジャイブ ギャルズ』（1997年）と、『ブリヂストン・ポテンザ ガール/ファイアストンガール』（1998年）とを歴任した。
比較的早期からパソコンやインターネットに係わっており、1996年（平成8年）にはサイバーアイドルグループ 『レイエス（Reyes）』のリーダーに就任して、上白土なおこや七森美江らとともに活動したほか、1998年（平成10年）には自らによるウェブサイトを開設して運営を始めている。貴村にはその他、イベントコンパニオン、司会者、テレビ番組のレポーター、ライターなどとしての活動歴がある。
2017年（平成29年）から京都にて着付け教室の講師を務め、イベント『和文化繋ぐ会 はんなりと美を纏う』などを開催している。2021年（令和3年）にオンライン着付け講座のウェブサイトを開設。現在、和文化オーガナイザーとしても活動している。

## 出演

### テレビ番組
- 地球アクセス（テレビ東京：1992年）[1]
- 釣りロマンを求めて（テレビ東京：1992年）[1]
- お金がない!（フジテレビ系：1994年）
- トゥナイト（テレビ朝日：1995年）[1]
- マルコポロリ 再現ドラマ（関西テレビ：2016年～）
- まんぷく（NHK総合：2018年）

### CM
- バイシン（ジョンソン・エンド・ジョンソン）[1]
- コカコーラ[1]
- K'sデンキ[1]（1998年）
- 福井経編興業（2014年）[10]
- 小松貿易（2018年）
- 公益財団法人JKA（2019年）

### 映画
- 「嘘八百 京町ロワイヤル』（2020年）[10]

### 舞台
- 劇団てんこもり 第9回公演「おうじょうしまっせ」（2016年）[10]
- 劇団てんこもり 第10回公演「今さらのシンデレラ」（2017年）
- 劇団てんこもり 第11回公演「わたしのラジオ」（2018年）
- 劇団てんこもり 第12回公演「ハイブリッド セレモニー」（2019年）
- NEGURA旗揚げ公演「匣の中のパンドラ」（2019年）

### スチール
- 小学館「サライ」×「エプソン」（2014年）[10]
- 和田興産「ワコーレ灘」（2014年）